# Quinta Monroy
Quinta Monroy es un conjunto de viviendas sociales en la ciudad de Iquique, en Chile. Consta de 93 viviendas de dos pisos, cada una con 36 metros cuadrados construidos, pero el diseño ofrecía un área que permitía a cada vivienda crecer hacia el lado, hasta en 72 metros cuadrados. Fue construida entre 2003 y 2004, y su diseño arquitectónico a cargo de la oficina de Alejandro Aravena, fue destacado a nivel mundial, integrando la lista de los 25 mejores diseños arquitectónicos del siglo XXI, elaborada por The Guardian.

## Diseño
Originalmente, la Quinta Monroy era el último campamento informal del centro de Iquique. Como parte del programa de Vivienda Social Dinámica sin Deuda del Ministerio de Vivienda y Urbanismo, un grupo de arquitectos liderado por Alejandro Aravena de la firma de arquitectura Elemental desarrolló un proyecto en 2001 para proporcionar a 93 familias un nuevo espacio residencial. Al hacerlo, se deben tener en cuenta las estructuras sociales establecidas y se debe evitar la reubicación a la periferia. Las familias vivían desde hacía 30 años con la tolerancia del propietario en un asentamiento informal en un sitio de aproximadamente 5000 m² de una antigua propiedad rural (quinta portuguesa) en el centro de la ciudad, que se iba a vender tras un cambio de dueños.
A pesar del costo del terreno, tres veces más que lo presupuestado para terrenos vivienda social normalmente puede pagar por suelo), lo que se quería evitar era la erradicación de estas familias a la periferia. Con el presupuesto muy limitado del subsidio estatal de US $ 7.500 por apartamento, tras la compra de la propiedad, solo se podían realizar unidades residenciales con una superficie habitable de 30 m² cada una. Esto obligaba a los beneficiarios a ser ellos mismos quienes dinámicamente fueran ampliando en el tiempo su vivienda. Los arquitectos desarrollaron el proyecto bajo estas especificaciones de acuerdo con el concepto de casas incrementales y colocaron las opciones de ampliación y mejora de valor en el centro de su planificación.
El proyecto contemplaba que cada casa pudiera, al menos, duplicar el espacio construido inicial. Por lo tanto, las unidades residenciales se planearon con una superficie de alrededor de 70 m², pero solo se construyó la mitad de ellas; la segunda mitad puede ser creada posteriormente por los propios vecinos en función de sus necesidades y posibilidades económicas. Las ampliaciones permiten que las casas se diseñen individualmente y sirven para crear un vínculo más estrecho entre los residentes y la propiedad, lo que también está destinado a ayudar a construir sus activos a través del aumento de valor a largo plazo. Durante la construcción se proporcionaron todas las instalaciones necesarias y complejas para implementar, como líneas de suministro y acceso por escaleras, y la estructura del edificio logró una capacidad de expansión óptima con medios simples.
La densificación del asentamiento, que es necesaria por razones financieras, fue lograda por los arquitectos mediante la construcción de una casa adosada de tres pisos, la estructura del complejo alrededor de cuatro áreas de patio semipúblico se desarrolló junto con los residentes. Los apartamentos se planificaron en una cuadrícula de 3 por 6 m, dos unidades cada una forman un apartamento, están una al lado de la otra en la planta baja y una encima de la otra en los pisos superiores. Además, dos unidades más se mantuvieron libres para su expansión. Las paredes de estas áreas de extensión son fáciles de desmontar y no soportan carga, por lo que la extensión también permite habitaciones diseñadas más generosamente.

## Reconocimientos
El modelo de las viviendas incrementales diseñado en Quinta Monroy se replicó posteriormente en otras ciudades chilenas, como Santiago, Constitución, Temuco, Valdivia y Antofagasta, y en México. Su innovación en términos de la arquitectura como una solución a problemas sociales, y que supone la participación de la comunidad, fue uno de los argumentos que tuvo el jurado del Premio Pritzker, el más importante de la disciplina, para distinguir a Aravena en 2016.